# Combe-Grède
Pour les articles homonymes, voir Combe (homonymie) et Grede.

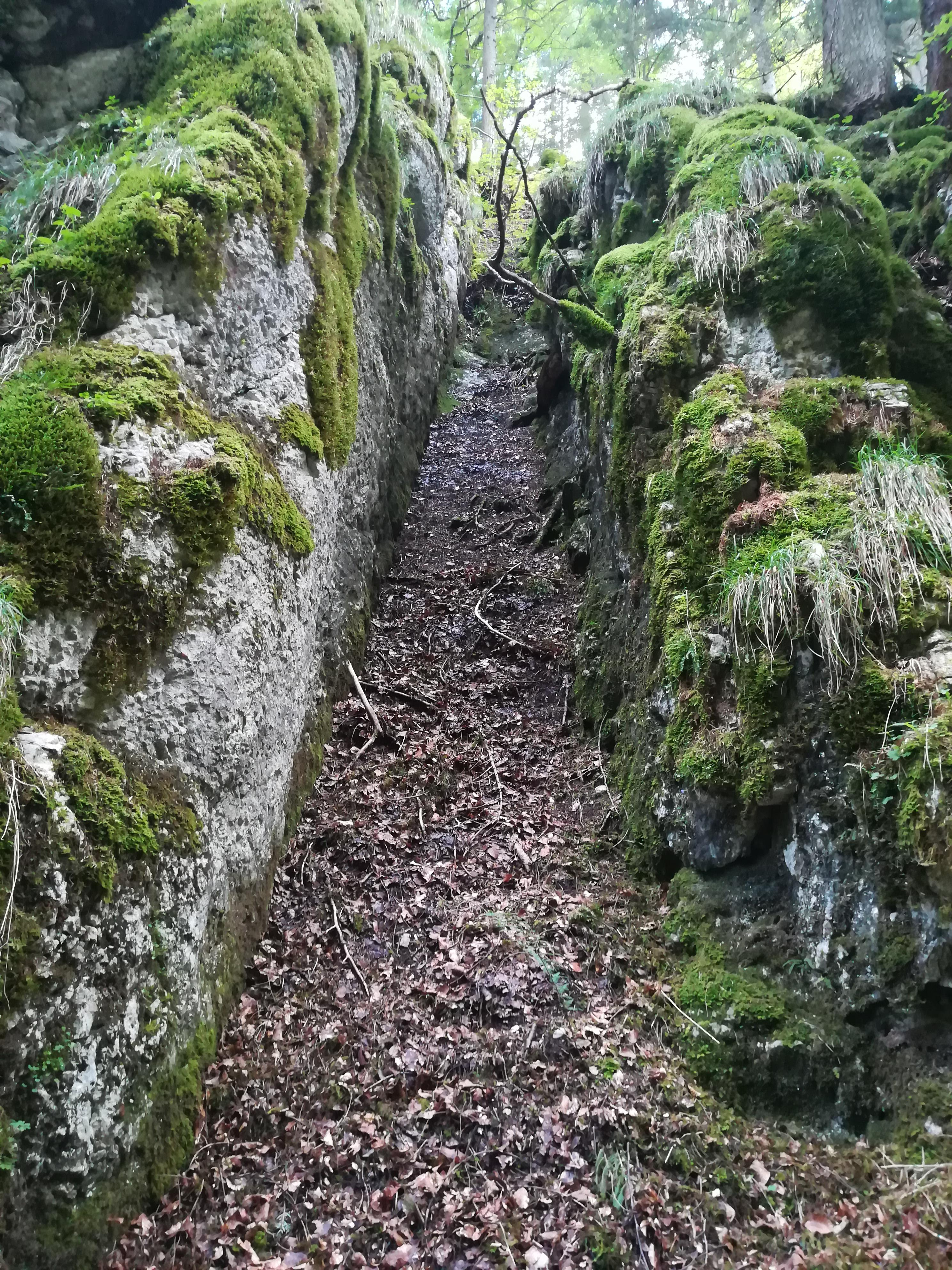
Combe-Grède, Jura bernois, Canton de Berne, Suisse

La Combe-Grède est une gorge sauvage flanquée de hautes parois rocheuses située au sud de Villeret dans le Jura bernois en Suisse. Elle est située dans la zone du Parc régional Chasseral, ainsi que dans la région touristique Watch Valley.

## Sentier
Le sentier pédestre de la Combe-Grède, aménagé en 1904, remonte le lit d’un torrent et permet d’atteindre le Chasseral. Il escalade des parois au moyen d’échelles métalliques. En hiver, les cascades sont gelées. Il doit son nom à Imier-Louis Grède, qui fit construire une métairie dans cette région au XVIIIe siècle.
En 1839, la combe fut mise en coupe rase, le bois étant utilisé pour alimenter les hauts-fourneaux des forges d’Undervelier.

## Parc jurassien de la Combe-Grède
Une association à but non lucratif, le Parc jurassien de la Combe-Grède, est créée en 1931 dans le but de protéger la gorge et ses environs. Le 6 mai 1932, le gouvernement bernois décide de placer sous protection de l'Etat une réserve naturelle de la flore et de la faune avec ban de chasse. Au début la superficie est de 700 hectares; tous les propriétaires consentent à l'inscription dans le registre foncier la protection de la flore et du gibier, mais leurs droits sont ménagés.
Deux parcelles de tourbières des Pontins sont louées pour une somme modique. L'annexion est sanctionnée par le Conseil-Executif le 14 octobre 1947. Un nouvel agrandissement est réalisé en 1948 avec le corridor entre la Combe-Biosse et la Combe-Grède.
Le chamois est réintroduit en 1956, la marmotte en 1966.
En 2010, la réserve est inscrite à l'Office fédéral de l'environnement comme district franc fédéral, la zone est soumise à des dispositions de protection partielle. L'objectif est la conservation d'un habitat varié, en particulier pour le grand tétras et le faucon pèlerin. Les populations de chamois et de chevreuils sont régulées afin de limiter les dégâts aux forêts.
Depuis 2012, le site est intégré au Parc naturel régional Chasseral.